# Трилогия Юникрона
Трилогия Юникрона — японская анимационная трилогия о роботах-трансформерах. Включает в себя аниме-сериалы «Армада», «Энергон» и «Кибертрон». Была названа в честь Юникрона — одного из богов трансформеров.

## Трансформеры армада
На планете Кибертрон с незапамятных времён идет жестокая битва между двумя расами трансформеров — автоботами и десептиконами. Силы сторон были примерно равны до тех пор, пока они не начали использовать мини-конов — роботов, которые позволяли трансформерам во много раз усиливать свои возможности. Чтобы не дать ни одной из противоборствующих сторон решающего преимущества в войне, мини-конов на космическом корабле отправили в нашу Солнечную систему. Много миллионов лет они пребывали на Земле в деактивированном состоянии. Наконец, их нечаянно находят обычные ребята — Рэд, Карлос и Алексис, которые теперь вместе с мини-конами будут драться за их свободу и свою планету…

### Сезон 1 (серии 1—13)
Десептиконы и автоботы одновременно получают сигнал об активации мини-конов и отправляют на Землю своих лучших бойцов, чтобы вновь взять маленьких роботов под свой контроль. Отряд десептиконов, в который входят Старскрим, Демолишер и Циклонус, возглавляет Мегатрон, отряд автоботов — Оптимус Прайм. Противоборство двух непримиримых врагов возобновляется. Дети, нашедшие мини-конов, сразу оказываются в самом центре этой борьбы в прямом смысле этого слова, и едва не погибают, но другие члены команды автоботов — Ред Алерт и Хот Шот — спасают их.
Рэд и его друзья полны желания помочь автоботам искать мини-конов и защищать их от десептиконов. Оптимус Прайм, опасаясь за жизнь детей, не сразу решается принять их предложение, однако от них просто так не отделаешься. В конце концов Рэд, Алексис и Карлос (а потом ещё двое их сверстников — Билли и Фред) становятся членами команды автоботов. Вместе с ними они отправляются в экспедиции в разные места Земли, откуда поступают сигналы мини-конов. Во время путешествия в руины Атлантиды, они узнают о мини-конах, которые, объединившись, могут образовать «Звёздный Меч» — смертоносное оружие, которое в конечном итоге и погубило Атлантиду и её жителей, использовавших его для порабощения других народов.
Один из трёх мини-конов, способных объединяться в «Звёздный Меч», попадает к десептиконам, два других — к автоботам. Стремясь захватить новое грозное оружие, Мегатрон со своим отрядом устраивает налёт на базу автоботов. Однако в ходе завязавшейся схватки «Звёздный Меч» оказывается в руках автобота Хот Шота, а десептиконы вынуждены отступить.

### Сезон 2 (серии 14—26)
Хот Шот благодаря «Звёздному Мечу» одерживает верх над любым десептиконом и даже ранит самого Мегатрона. Это делает его самоуверенным, хотя друзья предостерегают его и советуют не переоценивать свои силы. Однако вскоре ему приходится поплатиться за свою самонадеянность: вследствие происков «космического бродяги» Сайдуэйза Хот Шот попадает в ловушку на лунной базе десептиконов и теряет "Звёздный Меч". Его новым владельцем становится Старскрим, но и у него «Звёздный Меч» остаётся недолго — Мегатрону с помощью своего мини-кона-партнёра удаётся хитроумно подстроить ситуацию, в которой Старскриму приходится отдать «Звёздный Меч» Мегатрону, чтобы избежать расправы со стороны других десептиконов, обвинивших его в том, что он пытался напасть на Демолишера и даже на самого Мегатрона.
Постепенно обнаруживается, что «Звёздный Меч» — не единственное супер-оружие, образуемое мини-конами: другая их команда может создавать «Звёздный Щит» — самое надёжное оборонительное средство против любого известного трансформерам оружия.
Эти мини-коны находятся у десептиконов, но в ходе очередного сражения ими завладевают автоботы, благодаря чему силы воюющих сторон опять фактически выравниваются. Мегатрон, разъярённый потерей «Звёздного Щита», вымещает злость на нечаянно попавшем «под горячую руку» Старскриме и едва не убивает его; тот, в свою очередь, вызывает лидера десептиконов на дуэль, но проигрывает. Хотя Мегатрон оставляет Старскрима в живых, преданность последнего своему командиру сменяется лютой ненавистью…
Тем временем обе враждующие стороны обновляют свой «личный состав»: ряды автоботов пополняют Блэр, Скэвенджер и Джетфайер, ряды десептиконов — перебежчик Сайдуэйз и опытный тактик Траст. Последний предлагает Мегатрону планы окончательного разгрома автоботов, один изощрённее другого, но все они благополучно проваливаются.

### Сезон 3 (серии 27—39)
Тем временем Сайдуэйз продолжает плести интриги в стане десептиконов, ссоря их между собой. Когда его двойная игра раскрывается, Мегатрон уничтожает его корпус, но его дух остаётся живым и продолжает свою «подрывную деятельность». Именно Сайдуэйз сообщает автоботам, что есть ещё одна команда мини-конов, которая может при слиянии создать «Реквием-Бластер» — во много раз более мощное оружие, чем даже «Звёздный Меч». Теперь борьба между автоботами и десептиконами становится ещё более острой, потому что и те, и другие хотят завладеть всеми тремя комплектами супер-оружия. Однако выясняется, что сами мини-коны совсем не желают воевать. Они пытаются даже спрятаться от больших трансформеров, и дети им в этом помогают. Только когда Оптимусу Прайму угрожает гибель в поединке с Мегатроном, мини-коны объединяются в «Реквием-Бластер» и спасают его.
Траст предлагает Мегатрону коварный план, как отобрать у автоботов «Реквием-Бластер». Роль «приманки» для автоботов, согласно этому плану, отводится Старскриму, которому специально для этой цели Мегатрон вручает «Звёздный Меч». Старскрим должен вызвать автоботов на битву, заставить их использовать «Реквием-Бластер», и в этот момент, опять-таки согласно плану, должен вступить в бой сам Мегатрон. Но, пока Старскрим сражается с Оптимусом Праймом и другими автоботами, десептиконы узнают от Сайдуэйза, что нужные им мини-коны находятся на базе автоботов, и отправляются туда, бросив Старскрима на произвол судьбы. Им удаётся захватить мини-конов из команды «Реквием-Бластера», смертельно ранив Смоукскрина, защищавшего их. Однако позже Ред Алерт сумел воскресить его к жизни в новом теле.
В то время, как Мегатрон празднует свою победу, на базу десептиконов, неожиданно для всех, возвращается Старскрим, весь израненный в бою, но живой. Он догадывается, что его «подставили», и сначала винит в этом Траста, но потом, случайно услышав разговор Траста с Мегатроном, осознаёт, что именно Мегатрон, перед которым он, несмотря ни на что, всегда преклонялся, хладнокровно принял решение принести его в жертву ради своих целей. Поняв это, Старскрим в гневе порывает с десептиконами и клянётся любой ценой отомстить Мегатрону. Забрав с собой «Звёздный Меч», он улетает на Землю и находит убежище на базе автоботов. Не все автоботы верят в его искренность, но Оптимус Прайм принимает Старскрима в отряд. Алексис и Рэд тоже доверяют ему. Старскрим как член команды автоботов создаёт немало проблем: он всё время даёт понять, что его единственная цель — уничтожить Мегатрона, постоянно своевольничает, нарушает приказы Оптимуса Прайма. Но, тем не менее, его содействие оказывается очень полезным для автоботов. Так, он помогает им проникнуть на лунную базу десептиконов для того, чтобы освободить содержащихся там пленных мини-конов; кроме, того, в ходе экспедиции на Марс именно ему удаётся найти затерявшегося на астероиде мини-кона и «завербовать» его в ряды автоботов. Понемногу он начинает «оттаивать», привязывается к детям, особенно к Алексис, которая в глубине души мечтает о том, чтобы Старскрим навсегда присоединился к автоботам.
Однако скоро периоду относительно мирной жизни приходит конец. Благодаря Сайдуэйзу десептиконам становится известно, что объединение «Звёздного Меча», «Звёздного Щита» и «Реквием-Бластера» порождает совершенно невероятное по своей мощности оружие — «Гидра Кэннон», с помощью которого можно уничтожать целые миры. Трасту удаётся уговорить Старскрима покинуть автоботов, обещая ему за это свою помощь в устранении Мегатрона. Старскрим возвращается к десептиконам вместе со «Звёздным Мечом» и «Звёздным Щитом». Теперь у Мегатрона есть все необходимые компоненты, чтобы собрать «Гидра Кэннон». Испробовав её мощность на комете, он замышляет следующим выстрелом из «Гидра Кэннон» уничтожить Землю. Но Оптимус Прайм ценой собственной жизни спасает планету от уничтожения. Как ни странно, гибель Прайма вовсе не радует Мегатрона…

### Сезон 4 (серии 40—52)
После отлёта десептиконов автоботы принимают решение покинуть Землю и вернуться на Кибертрон, забрав с собой всех мини-конов. Однако мини-коны соглашаются лететь с автоботами лишь при одном условии — если Рэд, Карлос и Алексис отправятся вместе с ними в космос. Дети должны служить своего рода гарантией того, что автоботы не станут использовать мини-конов как оружие против их воли. Во время первой битвы в космосе Мини-коны возвращают к жизни Оптимуса Прайма. По пути на Кибертрон группа автоботов и десептиконов попадает в чёрную дыру и оказывается на неизвестной планете, где они подвергаются нападению Немезиса Прайма — ужасного порождения Юникрона. Впервые автоботы и десептиконы сражаются вместе против общего врага; хотя вначале Немезис берёт верх, но благодаря мини-конам, которые переформатировали своих партнёров, дав им новую силу и с Мегатроном, переименовывающим себя в Гальватрона, объединённая команда побеждает чудовище. Впоследствии десептиконы возвращаются на Кибертрон и быстро свергают большую часть планеты с помощью оружия мини-конов. Хот Шот в одиночку атакует базу десептиконов, в результате чего обнаруживается предательство Траста. Траст ускользает со «Звёздным Щитом» и «Реквием-Бластером», доставляя их Сайдуэйзу, который использует их, чтобы разбудить великого и ужасного Юникрона, врага, которого предсказали мини-коны.
Рэд и его друзья отправляются в дрейф сквозь время, где выясняется, что благодаря этому они сыграли роль в разработке мини-минусов, а мини-минусы также оказались ячейками Юникрона. Гальватрон отказывается верить в угрозу Юникрона, и Старскрим заставляет его вступить в поединок - дуэль Старскрим целенаправленно проигрывает, жертвуя собой, чтобы доказать Гальватрону, что угроза Юникрона существует. Саидуэйз крадёт «Звёздный Меч», полностью пробуждая Юникрона, когда автоботы и десептиконы объединяются в одну армаду, чтобы атаковать колоссального трансформера, замаскированного под луну Кибертрона. Во время битвы Гальватрон противостоит Трасту из-за его предательства и оставляет его погибнуть после того, как последний непреднамеренно раздавил себя в плечо Юникрона.
Пока Юникрон нападает на Кибертрон, Гальватрон и Оптимус входят в тело Юникрона, где Сайдуэйз обнаруживает себя созданным Юникроном в качестве эмиссара, чтобы вернуть мини-конов под контроль своего хозяина, чтобы Рэд снова пробудил их умы, позволив мини-конам освободить себя, отключая питание Юникрона. С устранением Сайдуэйза и, по-видимому, угрозой Юникрона, Гальватрон бросает вызов Оптимусу в финальной битве, только для энергии, высвобождаемой их конфликтом, для реактивации Юникрона. Осознав свою ошибку продолжать свою ненависть, Гальватрон решает пожертвовать собой, чтобы положить конец циклу ненависти, который позволяет Юникрону существовать. Со смертью Гальватрона Юникрон таинственно исчезает, и мир возвращается на Кибертрон. Несмотря на то, что справедливость отдается всем трансформерам, Оптимус чувствует себя опозоренным, заявляя, что он больше не заслуживает Матрицы и вместо этого отправляется в изгнание.

## Трансформеры Энергон
Действие данного мультсериала разворачивается спустя 10 лет после того, как был побеждён Юникрон. В сражении с ним погиб Гальватрон, бессменный лидер десептиконов, перед гибелью передавший свои полномочия Оптимусу Прайму. Автоботы и десептиконы наконец-то заключили мир между собой. Совместными усилиями они строят на Земле и других планетах центры добычи энергона — самого мощного источника энергии во Вселенной. Им помогает паренёк по прозвищу Кикер, наделённый необычайным даром — способностью ощущать энергон. Однако в штаб автоботов начинают всё чаще поступать тревожные сообщения о нападениях на энергоновые копи… Кто же пытается «наложить руки» на энергон, и с какой целью? Ясно только одно — огромная опасность грозит и людям, и трансформерам…

### Сезон 1 (серии 1—13)
На базу автоботов поступают сообщения о том, что террорконы — странные существа, похожие на механических насекомых — целыми стаями атакуют центры по добыче энергона на разных планетах.

### Сезон 2 (серии 14—26)
Террорконы продолжают свои нападения на энергоновые копи. В одной из серий они похищают десептикона Тайдл Уэйва. Лидер террорконов Скорпонок убеждает Тайдл Уэйва присоединиться к ним, обещая вернуть Мегатрона к жизни, и даже показывает ему тело лидера Десептиконов. Но вернуть Мегатрона к жизни можно только с помощью энергона. Прилив, движимый преданностью Мегатрону, помогает террорконам грабить энергоновые копи. Позже Тайдл Уэйву удаётся убедить Циклонуса перейти на сторону террорконов, показав ему тело Мегатрона.
 Позже Мегатрон возвращается к жизни, а к десептиконам примыкает Демолишер. Война автоботов и десептиконов вновь возобновляется.

## Трансформеры Кибертрон
В глубинах космоса возникла угроза всему мирозданию — Чёрная дыра колоссальных размеров, постоянно продолжающая расти, способна в конце концов уничтожить всю Вселенную. Она уже поглотила многие планеты (к счастью, необитаемые), и следующей на очереди планетой оказался Кибертрон — родная планета Трансформеров. Используя свою технологию, миролюбивые обитатели Кибертрона — автоботы — попытались остановить и уничтожить Чёрную Дыру, однако всё, чего они добились — это лишь немного сдержать её развитие. Главнокомандующий автоботов Оптимус Прайм принимает решение — поскольку ситуация на их родной планете стала слишком нестабильной (хотя уничтожение Кибертрону до поры до времени не грозит), всем автоботам надлежит эвакуироваться на далёкую планету Земля. Используя своё умение трансформироваться, они смогут замаскироваться под разнообразную технику, не привлекая таким образом излишнего внимания людей, населяющих Землю.
Незадолго до отлёта армии кибертронцев во главе с Оптимусом является Вектор Прайм — легендарный трансформер, почти такой же старый, как и само время. Он рассказывает об артефактах, с помощью которых можно спасти Кибертрон и всю Вселенную — так называемых Киберключей Планет и Замка Омега. Четыре этих ключа являются осколками искры самого Праймуса (божества трансформеров). Каждый из них сам по себе уже содержит достаточно энергии, чтобы преобразовать любую планету в зеркальное отражение Кибертрона. Объединённые и вставленные в Замок, обладающий аналогичными силами, Ключи смогут дать достаточно силы, чтобы закрыть Чёрную Дыру. Хотя Оптимус Прайм мало верит в рассказ Вектора Прайма, за неимением других вариантов он соглашается испробовать его теорию. Вектор рассказывает, что в древности каждый из Киберключей Планет был отправлен на отдалённую планету, и что у него имеется карта, с помощью которой можно отыскать эти планеты.
К сожалению, о Киберключах Планет и о фантастической силе, которую можно извлечь из них, узнал также Мегатрон — жестокий предводитель злобных десептиконов. Нисколько не волнуясь об угрозе Чёрной Дыры, он отвоевал у автоботов карту и вместе со своими десептиконами начинает свои собственные поиски артефактов, желая с их помощью поработить мироздание. Автоботы отступают на Землю, где знакомятся с тремя подростками, которые не только помогают им спрятаться на Земле, но и в их миссии. Теперь автоботы обязаны не только найти Киберключи Планет и остановить с их помощью Чёрную Дыру, но и попутно сражаться с десептиконами, которые сделают всё, чтобы им помешать.